# Una grossa indigestione
Una grossa indigestione (Tummy Trouble) è un film del 1989 diretto da Rob Minkoff e Frank Marshall. È il primo cortometraggio d'animazione (con finale in tecnica mista) con protagonisti Roger Rabbit e Baby Herman, prodotto in seguito al successo del film Chi ha incastrato Roger Rabbit (1988). Venne prodotto nel corso di nove mesi da uno staff di 70 animatori Disney. Il corto fu distribuito negli Stati Uniti dalla Buena Vista Pictures Distribution il 23 giugno 1989 abbinato al film Tesoro, mi si sono ristretti i ragazzi. Dal 2013 viene distribuito col titolo Una pazza indigestione.

## Trama
Roger è incaricato di badare a Baby Herman mentre sua madre è fuori per un'ora; non appena se ne va, il piccolo scoppia in un forte attacco di pianto che Roger sembra non essere in grado di spezzare finché non tira fuori un sonaglio che attira immediatamente l'attenzione di Baby. Il bambino finisce però per ingoiarlo, spingendo Roger a chiamare il 911 e farlo portare di corsa al pronto soccorso. Nella stanza dell'ospedale, Roger fa bere del latte a Baby, che facendo il ruttino espelle, tra le altre cose, il sonaglio. Mentre festeggia, però, Roger lo ingoia accidentalmente facendo arrabbiare Baby. Il coniglio inizia a ballare per far divertire il bambino, ma è sbalordito quando un infermiere entra e scambia Roger per Baby, preparandolo per l'intervento chirurgico. Nel frattempo, Baby vede Jessica Rabbit che spinge un carrello di biberon e la segue, finendo nel pronto soccorso dove Roger è legato al tavolo mentre i chirurghi sono in pausa pranzo. Qui Baby combina una serie di guai distruttivi che hanno però come ultimo risultato l'espulsione del sonaglio dallo stomaco di Roger. Il coniglio però sviene quando gli viene presentato il conto dei loro danni. Baby quindi ingoia di nuovo il sonaglio.
Durante i titoli di coda, tuttavia, Baby sputa fuori il sonaglio e minaccia al regista altri guai se dovesse ingoiarlo di nuovo. Dopo aver tentato di calmare Baby, Roger viene accolto da Jessica che in modo seducente gli suggerisce di andare a casa a giocare.

## Distribuzione

### Data di uscita
Le date di uscita internazionali sono state:
- 23 giugno 1989 negli Stati Uniti
- 11 luglio in Spagna (Dolor de barriga)
- 15 dicembre in Danimarca (Ondt i mavsen)
- 18 gennaio 1990 in Argentina (Dolor de barriga) e Colombia
- 1 febbraio in Italia[3][4]
- 7 febbraio in Francia (Bobo Bidon)
- 9 febbraio in Irlanda
- 12 ottobre nel Regno Unito
- 21 dicembre in Canada
- 9 agosto 1991 in Brasile
- 11 giugno 1992 in Australia
- 25 dicembre 2003 in Russia
- 25 aprile 2015 in Giappone

### Edizioni home video

#### VHS
America del Nord
- Tesoro, mi si sono ristretti i ragazzi (16 marzo 1990)
- The Best of Roger Rabbit (20 febbraio 1996)
- Chi ha incastrato Roger Rabbit (25 marzo 2003)

Italia
- Ecco Roger Rabbit! (ottobre 1996)

#### Laserdisc
- The Best of Roger Rabbit (28 febbraio 1996)

#### DVD e Blu-ray Disc
Il corto fu inserito come extra nell'edizione DVD-Video di Chi ha incastrato Roger Rabbit, uscita in America del Nord il 25 marzo 2003 e in Italia il 6 novembre; nell'edizione italiana non sono presenti i sottotitoli in alcuna lingua. Fu poi incluso, rimasterizzato in alta definizione, nell'edizione Blu-ray Disc del film uscita in America del Nord il 12 marzo 2013 e in Italia il 13 settembre. Nell'edizione italiana del BD sono presenti i sottotitoli in italiano ma non l'audio nella stessa lingua.